# Cambridge (Ohio)
Cambridge ist eine City in und Verwaltungssitz von Guernsey County in Südostohio, die in den Ausläufern der Appalachen liegt. Das U.S. Census Bureau ermittelte bei der Volkszählung 2020 eine Einwohnerzahl von 10.089.
Ihr Gebiet beträgt 14,5 Quadratkilometer. Sie liegt auf 886 m Höhe. In Cambridge herrscht gemäßigtes Klima. In Cambridge kreuzen sich die Interstates 70 und 77 mit den U.S. Highways 22 und 40. Cambridge hat einen eigenen Flughafen. 

## Persönlichkeiten
- George DeLancey (* 1988), Jazzmusiker
- John Glenn (1921–2016), Testpilot, Astronaut und US-Senator
- Frank Hatton (1846–1894), US-Postminister